# Mesovelia halirrhyta
Mesovelia halirrhyta är en insektsart som beskrevs av Polhemus 1975. Mesovelia halirrhyta ingår i släktet Mesovelia och familjen vattenspringare. Inga underarter finns listade i Catalogue of Life.